# Nalliers (Wandea)
Nalliers – miejscowość i gmina we Francji, w regionie Kraj Loary, w departamencie Wandea.
Według danych na rok 1990 gminę zamieszkiwały 1 763 osoby, a gęstość zaludnienia wynosiła 52 osoby/km² (wśród 1504 gmin Kraju Loary Nalliers plasuje się na 342. miejscu pod względem liczby ludności, natomiast pod względem powierzchni na miejscu 219.).